# Antonio Provasio
Antonio Provasio (Legnano, 28 giugno 1962) è un attore teatrale italiano attivo in rappresentazioni in dialetto milanese e legnanese, capocomico della compagnia teatrale I Legnanesi, nei cui spettacoli interpreta il ruolo en travesti di "Teresa".

## Biografia
Originario di San Giorgio su Legnano, si trasferì a Legnano quando frequentava le scuole elementari poiché il padre, che era impiegato al Cotonificio Cantoni, ottenne una casa per lavoratori. In gioventù ha militato nell'Associazione Calcio Legnano partendo dalle giovanili e arrivando in prima squadra.
Prima di intraprendere la carriera teatrale, ha svolto l'attività di imprenditore informatico. Nella città del Carroccio, dal 2008 al 2009, ha ricoperto la carica di capitano della contrada Legnarello.

### Carriera teatrale
Entrò nella compagnia teatrale dialettale I Legnanesi nel settembre 1981 all'età di 19 anni, sostituendo l'attore Marino Guidi nello spettacolo teatrale Il cortile dei Miracoli, dopo che Felice Musazzi aveva assistito a uno spettacolo teatrale scritto dallo stesso Provasio per il 60º anniversario della parrocchia del Santissimo Redentore. Lavorò nella compagnia diretta da Musazzi fino al giugno 1988 interpretando esclusivamente ruoli maschili e partecipando, come boys, ai balletti di scena. Dal 1998 al 2004 ha fatto parte della "Compagnia teatrale Felice Musazzi", dove ha interpretato il ruolo en travesti di "Teresa": nel 2004 entra nella compagnia I Legnanesi riunificata, dove continua a interpretare lo stesso personaggio.
Diventato attore professionista nel 2001, nel 2009 ha vinto il premio della Famiglia Legnanese La Martinella d'Oro venendo dichiarato cittadino legnanese dell'anno. Sempre nel 2009 ha ricevuto dei riconoscimenti dalle tre maggiori istituzioni lombarde. Più precisamente, insieme alla compagnia teatrale, è stato insignito dell'Ambrogino d'oro da parte del comune di Milano, del premio Isimbardi della provincia di Milano e della Rosa Camuna della Regione Lombardia. Nel 2012 la compagnia teatrale ha vinto il Premio Walter Chiari.
Con I Legnanesi ha debuttato nei più importanti teatri di Milano, tra cui l'Odeon, il Manzoni, il Lirico e il Puccini. Altri teatri in cui ha recitato nel ruolo di "Teresa" sono il teatro Colosseo di Torino, il teatro Verdi di Firenze, il teatro Romolo Valli di Reggio Emilia e il teatro Sistina di Roma. Gli spettacoli a cui ha partecipato sono stati trasmessi anche su Rai 2.

## Filmografia
- Uno anzi due, regia di Francesco Pavolini (2015)
- Contromano, regia di Antonio Albanese (2018)
- Non è Natale senza panettone, regia di Marco Limberti (2019)